# Hotzuc
Hotzuc är en ort i Mexiko.   Den ligger i kommunen Umán och delstaten Yucatán, i den östra delen av landet, 1 000 km öster om huvudstaden Mexico City. Hotzuc ligger 11 meter över havet och antalet invånare är 280.
Terrängen runt Hotzuc är mycket platt. Runt Hotzuc är det ganska tätbefolkat, med 75 invånare per kvadratkilometer. Närmaste större samhälle är Uman, 10,0 km nordväst om Hotzuc. I omgivningarna runt Hotzuc växer i huvudsak lövfällande lövskog.